# Championnats de Trinité-et-Tobago de cyclisme sur route
Les championnats de Trinité-et-Tobago de cyclisme sur route sont les championnats nationaux de cyclisme sur route organisés par la Fédération de Trinité-et-Tobago de cyclisme.

## Hommes

### Podiums de la course en ligne
| Année     | Vainqueur        | Deuxième             | Troisième            |
| --------- | ---------------- | -------------------- | -------------------- |
| 2003      | Emile Abraham    |                      |                      |
| 2004      | Chris Gill       |                      |                      |
| 2006      | Emile Abraham    | Guy Costa            | David Alves          |
| 2007      | Colin Wilson     | Guy Costa            | Barry Luces          |
| 2008      | Colin Wilson     | Joshua Alexander     | Gene Samuel          |
| 2009      | Adam Alexander   | Ronald Moses         | Colin Wilson         |
| 2010      | Ryan Sabga       | Jovian Gomez         | Marcus Carvalho      |
| 2011      | Emile Abraham    | Gevan Samuel         | Garvin Nero          |
| 2012      | Troy Nelson      | Colin Wilson         | Gevan Samuel         |
| 2013      | Emile Abraham    | Colin Wilson         | Gevan Samuel         |
| 2014      | Gevan Samuel     | Garvin Nero          | Marc Codrington      |
| 2015      | Gevan Samuel     | Joshua Alexander     | Sheldon Ramjit       |
| 2016      | Gevan Samuel     | Akil Campbell        | Guy Costa            |
| 2017      | Guy Costa        | Marc Pogson          | James Hadeed         |
| 2018      | Kemp Orosco      | Marcus Carvalho      | Sheldon Ramjit       |
| 2019      | Tyler Cole       | Akil Campbell        | Nathan Alexander     |
| 2020-2021 | Pas organisé     | Pas organisé         | Pas organisé         |
| 2022      | Tariq Woods      | Enrique De Comarmond | Adam Francis         |
| 2023      | Maurice Burnette | Benjamin Mouttet     | Enrique De Comarmond |
| 2024      | Akil Campbell    | Tariq Woods          | Enrique De Comarmond |
| 2025      | Akil Campbell    | Jadian Neaves        | Liam Trepte          |

Multi-titrés
- Emile Abraham, Gevan Samuel, Colin Wilson, Akil Campbell

### Podiums du contre-la-montre
| Année     | Vainqueur         | Deuxième         | Troisième            |
| --------- | ----------------- | ---------------- | -------------------- |
| 2003      | Guy Costa         |                  |                      |
| 2004      | Guy Costa         | Joshua Alexander | Stephen Rambaran     |
| 2008      | Colin Wilson      | Sheldon Ramjit   | Glen Whiby           |
| 2009      | Colin Wilson      | Glen Whiby       | Sheldon Ramjit       |
| 2010      | Marcus Carvalho   | Colin Wilson     | Sheldon Ramjit       |
| 2011      | Kevin Tinto       | Guy Costa        | Varun Maharajh       |
| 2012      | Jovian Gomez      | Guy Costa        | Joshua Alexander     |
| 2013      | Emile Abraham     | Jovian Gomez     | Joshua Alexander     |
| 2014      | Gevan Samuel      | James Hadeed     | Troy Nelson          |
| 2015      | Akil Campbell     | Gevan Samuel     | Jovian Gomez         |
| 2016      | Akil Campbell     | Gevan Samuel     | James Hadeed         |
| 2018      | Christopher Govia | Sheldon Ramjit   | Marcus Carvalho      |
| 2019      | Tyler Cole        | Akil Campbell    | Jason Castelloe      |
| 2020-2021 | Pas organisé      | Pas organisé     | Pas organisé         |
| 2022      | Jason Costelloe   | Tariq Woods      | Enrique De Comarmond |
| 2023      | Akil Campbell     | Tariq Woods      | Enrique De Comarmond |
| 2024      | Liam Trepte       | Akil Campbell    | Tariq Woods          |
| 2025      | Liam Trepte       | Akil Campbell    | Tariq Woods          |

Multi-titrés
- Akil Campbell, Guy Costa, Colin Wilson, Liam Trepte

### Podiums du critérium
| Année     | Vainqueur      | Deuxième         | Troisième        |
| --------- | -------------- | ---------------- | ---------------- |
| 2004      | Chris Gill     |                  |                  |
| 2007      | Colin Wilson   |                  |                  |
| 2010      | Jovian Gomez   | Gevan Samuel     | Barry Luces      |
| 2011      | Guy Costa      | Joshua Alexander | Gavyn Nero       |
| 2012      | Barry Luces    | Gavyn Nero       | Gene Samuel      |
| 2013      | Gene Samuel    | Emile Abraham    | Joshua Alexander |
| 2014      | Gavyn Nero     | Marc Codrington  | Jovian Gomez     |
| 2015      | Rowan Wilson   | Akil Campbell    | Gevan Samuel     |
| 2016      | Akil Campbell  | Marc Pogson      | Gevan Samuel     |
| 2017      | Marc Pogson    | James Hadeed     | Guy Costa        |
| 2018      | Akil Campbell  | Tyler Cole       | Jovian Gomez     |
| 2019      | Emile Abraham  | Kemp Orosco      | James Hadeed     |
| 2020-2021 | Pas organisé   | Pas organisé     | Pas organisé     |
| 2022      | Akil Campbell  | Njisane Phillip  | Liam Trepte      |
| 2023      | Liam Trepte    | Tariq Woods      | Nathan Alexander |
| 2024      | Adam Alexander | Akil Campbell    | Liam Trepte      |

Multi-titrés
- Akil Campbell

## Femmes

### Podiums de la course en ligne
| Année | Vainqueur           | Deuxième          | Troisième       |
| ----- | ------------------- | ----------------- | --------------- |
| 2008  | Aurelia Constatine  | Akinyi Cunningham | Taisha Frontin  |
| 2009  | Donna Pollard       | Chloe Hosein      |                 |
| 2010  | Aurelia Constantine | Tyajah Frontine   |                 |
| 2013  | Keiana Lester       | Giselle Craigwell | Halley Ammon    |
| 2015  | Christiane Farah    |                   |                 |
| 2016  | Teniel Campbell     | Jessica Costa     | Cheyenne Awai   |
| 2017  | Teniel Campbell     | Cheyenne Awai     | Amy Ramcharitar |
| 2022  | Teniel Campbell     | Kanika Paul-Payne |                 |
| 2023  | Alexi Ramirez       | Cheyenne Awai     |                 |
| 2024  | Teniel Campbell     |                   |                 |
| 2025  | Alexi Ramirez       |                   |                 |

Multi-titrées
- Teniel Campbell, Alexi Ramirez

### Podiums du contre-la-montre
| Année | Vainqueur           | Deuxième            | Troisième             |
| ----- | ------------------- | ------------------- | --------------------- |
| 2008  | Aurelia Constatine  | Akinyi Cunningham   | Aurelia Reyes         |
| 2009  | Chloe Hosein        |                     |                       |
| 2010  | Aurelia Constantine | Taija Frontin       |                       |
| 2012  | Cheyenne Awai       | Chloe Hosein        |                       |
| 2013  | Giselle Craigwell   | Kerliann Wellington | Halley Ammon          |
| 2014  | Christiane Farah    | Anne Lise Young Lai | Shalini Rose Campbell |
| 2015  | Christiane Farah    | Janelle Zakour      | Chloe Forbes          |
| 2016  | Teniel Campbell     | Christiane Farah    | Jenna Ross            |
| 2022  | Teniel Campbell     | Kanika Paul-Payne   | Kezia Roberts         |
| 2023  | Alexi Ramirez       | Marsha Trepte       | Kanika Paul-Peyne     |
| 2024  | Teniel Campbell     | Kerry Montano       | Marsha Trepte         |
| 2025  | Alexi Ramirez       | Kerry Montano       | Tonya Sun Kow         |

Multi-titrées
- Christiane Farah, Teniel Campbell

### Critérium
| Année | Vainqueur           | Deuxième       | Troisième         |
| ----- | ------------------- | -------------- | ----------------- |
| 2010  | Aurelia Constantine | Taisha Frontin |                   |
| 2011  | Aziza Browne        | Cheyenne Awai  | Sarah Daly        |
| 2012  | Kieana Lester       |                |                   |
| 2015  | Christiane Farah    | Tonya Sun Kow  | Cheyenne Awai     |
| 2016  | Teniel Campbell     | Tonya Sun Kow  | Amy Ramcharitar   |
| 2017  | Teniel Campbell     | Alexi Costa    | Tonya Sun Kow     |
| 2022  | Alexi Ramirez       | Cheyenne Awai  | Kanika Paul-Payne |
| 2023  | Alexi Ramirez       | Cheyenne Awai  | Phoebe Sandy      |
| 2024  | Alexi Ramirez       | Cheyenne Awai  | Marsha Trepte     |

## Espoirs Hommes

### Podiums de la course en ligne
| Année     | Vainqueur        | Deuxième             | Troisième        |  |
| --------- | ---------------- | -------------------- | ---------------- |  |
| 2018      | Kemp Orosco      | Nathan Alexander     | Donnell Harrison |  |
| 2019      | Tyler Cole       | Nathan Alexander     | Kemp Orosco      |  |
| 2020-2021 | Pas organisé     | Pas organisé         | Pas organisé     |  |
| 2022      | Tariq Woods      | Enrique De Comarmond | Adam Francis     |  |
| 2023      | Benjamin Mouttet | Enrique De Comarmond | Liam Trepte      |  |
| 2024      | Tariq Woods      |                      |                  |  |
| 2025      | Jadian Neaves    | Dave Cooper          |                  |  |

### Podiums du contre-la-montre
| Année     | Vainqueur     | Deuxième             | Troisième            |
| --------- | ------------- | -------------------- | -------------------- |
| 2019      | Tyler Cole    | Nathan Alexander     | Dillon Pierre        |
| 2020-2021 | Pas organisé  | Pas organisé         | Pas organisé         |
| 2022      | Tariq Woods   | Enrique De Comarmond | Jean-Marc Granderson |
| 2023      | Tariq Woods   | Enrique De Comarmond | Liam Trepte          |
| 2024      | Liam Trepte   | Tariq Woods          |                      |
| 2025      | Jadian Neaves | Dave Cooper          | Josiah Williams      |

### Podiums du critérium
| Année | Vainqueur   | Deuxième             | Troisième            |
| ----- | ----------- | -------------------- | -------------------- |
| 2022  | Liam Trepte | Jean-Marc Granderson | Enrique De Comarmond |
| 2023  | Liam Trepte | Tariq Woods          | Benjamin Mouttet     |

## Juniors Hommes

### Podiums de la course en ligne
| Année     | Vainqueur            | Deuxième            | Troisième             |
| --------- | -------------------- | ------------------- | --------------------- |
| 2008      | Garvin Nero          | Gevan Samuel        | Matthew Charles       |
| 2009      | Njisane Phillip      | Varun Maharajh      | Threef Smart          |
| 2010      | Varun Maharajh       | Rudy Ashton         | Jonathan Paul         |
| 2012      | Urba Bourne          | Samuel Alleyne      | Barrington Perreira   |
| 2013      | Urba Bourne          | Barrington Perreira | Oludare Marcelle      |
| 2014      | Akil Campbell        | Jeron Loubon        | Kasim Charles-Walcott |
| 2015      | Ramon Belmontes      | Joshua Ho           | Nicholas Paul         |
| 2016      | Lorenzo Orosco       | Ronell Woods        | Justice Philemon      |
| 2017      | Kemp Orosco          | Ronell Woods        | Darius Beckles        |
| 2018      | Enrique De Comarmond | Maurice Burnette    | Adam Francis          |
| 2020-2021 | Pas organisé         | Pas organisé        | Pas organisé          |
| 2022      | Benjamin Mouttet     | Nakoro Samuel       | Jarel Mohammed        |
| 2023      | Jadian Neaves        | Chad Dixon          | Titus Bharat          |
| 2024      | Jadian Neaves        |                     |                       |
| 2025      | Trishton Jaichan     | Sequan Samaroo      |                       |

### Podiums du contre-la-montre
| Année     | Vainqueur                | Deuxième            | Troisième         |
| --------- | ------------------------ | ------------------- | ----------------- |
| 2004      | Christopher Sellier (en) | Jonathan Rawlins    | Dariel Pereira    |
| 2008      | Alexander Gibbon         | Gevan Samuel        | Garvin Nero       |
| 2009      | Varun Maharajh           | Alexander Gibbon    | Andrew Laing      |
| 2010      | Varun Maharajh           | Rudy Ashton         | Christian Fairley |
| 2011      | Christian Fairley        | Kwesi Browne        | Samuel Alleyne    |
| 2012      | Jumone Roberts           | Barrington Perreira | Samuel Alleyne    |
| 2014      | Akil Campbell            | Kasim Charles       | Jeron Loubon      |
| 2015      | Ramon Belmontes          | Nicholas Paul       | Emmanuel Watson   |
| 2016      | Tyler Cole               | Lorenzo Orosco      | Ronell Woods      |
| 2018      | Enrique De Comarmond     | Maurice Burnette    | Rodell Woods      |
| 2020-2021 | Pas organisé             | Pas organisé        | Pas organisé      |
| 2022      | Benjamin Mouttet         | Nikoro Samuel       |                   |
| 2023      | Jadian Neaves            | Justin Boynes       | Chad Dixon        |
| 2024      | Jadian Neaves            | Titus Bharat        | Chad Dixon        |
| 2025      | Trishton Jaichan         | Marcus Lockitt      | Jaden Alexander   |

### Podiums du critérium
| Année     | Vainqueur            | Deuxième            | Troisième         |
| --------- | -------------------- | ------------------- | ----------------- |
| 2010      | Rudy Ashton          | Varun Maharajh      | Keron Bramble     |
| 2011      | Christopher Gittens  | Jummone Roberts     | Christian Fairley |
| 2012      | Justin Roberts       |                     |                   |
| 2013      | Akil Campbell        | Barrington Perreira | Urba Bourne       |
| 2014      | Akil Campbell        |                     |                   |
| 2015      | Ramon Belmontes      | Emmanuel Watson     | Nicholas Paul     |
| 2016      | Tyler Cole           | Lorenzo Orosco      | Nathan Alexander  |
| 2017      | Jabari Whiteman      | Kemp Orosco         | Michael Ackee     |
| 2019      | Enrique De Comarmond | D’Angelo Harris     | Ayo Semper        |
| 2020-2021 | Pas organisé         | Pas organisé        | Pas organisé      |
| 2022      | Justin Boynes        | Samuel Maloney      | N’koro Samuel     |
| 2023      | Syndel Samaroo       | Jadian Neaves       | Raul Garcia       |
| 2024      | Jadian Neaves        | Chad Dixon          |                   |

## Juniors Femmes

### Podiums de la course en ligne
| Année | Vainqueur       | Deuxième        | Troisième      |
| ----- | --------------- | --------------- | -------------- |
| 2014  | Keiana Lester   | Teniel Campbell | Arima Wheelers |
| 2023  | Ashleigh Thomas |                 |                |

### Podiums du contre-la-montre
| Année | Vainqueur       | Deuxième         | Troisième     |
| ----- | --------------- | ---------------- | ------------- |
| 2009  | Taisha Frontin  |                  |               |
| 2012  | Kianna Lester   | Joy Abigail-John |               |
| 2014  | Kianna Lester   | Teniel Campbell  | Cheyenne Awai |
| 2016  | Shania Lewis    | Mariah Youk See  |               |
| 2023  | Ashleigh Thomas |                  |               |

### Podiums du critérium
| Année | Vainqueur       | Deuxième         | Troisième     |
| ----- | --------------- | ---------------- | ------------- |
| 2012  | Keiana Lester   | Dominique Lovell |               |
| 2015  | Teniel Campbell |                  |               |
| 2017  | Shania Baptiste |                  |               |
| 2023  | Makaira Wallace | Ashleigh Thomas  | Alexia Wilson |
| 2024  | Makaira Wallace | Renelle Bernard  |               |

## Débutants Hommes

### Podiums de la course en ligne
| Année | Vainqueur            | Deuxième             | Troisième       |
| ----- | -------------------- | -------------------- | --------------- |
| 2008  | Rudy Ashton          | Varun Maharajh       | Shane Nedd      |
| 2009  | Jumone Roberts       | Dimetri Harvey       |                 |
| 2010  | Justin Roberts       | Akiel Glasgow        |                 |
| 2012  | Akil Campbell        | Rissan Jiminez       | Emmanuel Watson |
| 2013  | Ramon Belmontes      | Aaden Redhead        | Emmanuel Watson |
| 2014  | Tyler Cole           | Nicholas Paul        | Ronell Woods    |
| 2015  | Jabari Whiteman      | Tyler Cole           | Adam Francis    |
| 2016  | Zion Pulido          | Enrique De Comarmond | Adam Francis    |
| 2017  | Enrique De Comarmond | D’Angelo Harris      | Joshua Rawlins  |

### Podiums du contre-la-montre
| Année | Vainqueur             | Deuxième             | Troisième             |
| ----- | --------------------- | -------------------- | --------------------- |
| 2008  | Varun Maharajh        | Rudy Ashton          |                       |
| 2010  | Justin Roberts        | Akieel Glasgow       | Jimmone Roberts       |
| 2011  | Akil Campbell         | Justin Roberts       | Kasim Charles-Walcott |
| 2012  | Kasim Charles-Walcott | David Orr            | Emmanuel Watson       |
| 2014  | Tyler Cole            | Nicholas Paul        | Ramon Belmontes       |
| 2015  | Tyler Cole            | Jabari Whiteman      | Ronell Woods          |
| 2016  | Jabari Whiteman       | Enrique De Comarmond | Darius Beckles        |
| 2018  | Joshua Rawlins        | Tariq Woods          | Mickel Lopez          |

### Podiums du critérium
| Année | Vainqueur             | Deuxième              | Troisième      |
| ----- | --------------------- | --------------------- | -------------- |
| 2010  | Justin Roberts        | Jimmone Roberts       | Akiel Glasgow  |
| 2011  | Kasim Charles-Walcott | Justin Roberts        | Akil Campbell  |
| 2012  | Akil Campbell         | Kasim Charles-Walcott | Risaan Jiminez |
| 2014  | Ramon Belmontes       | Tyler Cole            | Nicholas Paul  |
| 2015  | Jabari Whiteman       | Tyler Cole            | Kemp Orosco    |
| 2016  | Jabari Whiteman       | Enrique De Comarmond  | Darius Beckles |
| 2017  | Enrique De Comarmond  | Rodell Woods          | Juhvon Walker  |
| 2022  | Syndel Samaroo        | Jadian Neaves         | Danell James   |
| 2023  | Zion Lucas            | Andre Samuel          | Jelanie Nedd   |